# 美口博
美口 博（びぐち ひろし、1957年5月29日 - ）は元プロ野球選手（投手）。右投右打。高知県中村市具同町出身。登録名を美口 靖夫（ - やすお）としていた時期もあった。

## 来歴・人物
高知・中村高校では、1975年夏の甲子園予選南四国大会準決勝に進む。鳴門高の住友一哉らと投げ合うが、試合中に中指を怪我し大差で完封負け、甲子園には出場できなかった。1975年のドラフトで田尾安志（外野手、同志社大）に次ぐ2位指名を受け中日ドラゴンズに入団。しかし怪我等に泣かされ、5年間一軍出場のないまま1980年末に戦力外通告を受け、事実上現役を引退。
その後は中日新聞社に入社し、中日スポーツの紙面レイアウトを担当。同紙の紙面隅部分に、時折「レイアウト：美口博」の署名がある。
2016年の学生野球資格回復研修を受講したうえで、翌2017年2月7日に日本学生野球協会より学生野球資格回復の適性認定を受けたことにより、学生野球選手への指導が可能となる。

## 詳細情報

### 年度別投手成績
- 一軍公式戦出場なし

### 背番号
- 32 （1976年 - 1978年）
- 59 （1979年 - 1980年）

### 登録名
- 美口 博（びぐち ひろし） （1976年 - 1977年）
- 美口 靖夫（びぐち やすお） （1978年 - 1980年）